# بوگدان آدامچیک
بوگدان آدامچیک (انگلیسی: Bogdan Adamczyk؛ زادهٔ ۲۷ اکتبر ۱۹۳۵) بازیکن سابق فوتبال اهل لهستان است. آدامچیک اکثریت دوران حرفه‌ای خود را در بازی برای لخیا گدانسک، به استثنای دو فصل بازی با زاویشا بیدگوشچ، و دو سال در استرالیا و بازی برای پولونیا سیدنی گذراند.